# Luc Dhoore
Lucien (dit Luc) Dhoore, né le 4 décembre 1928 à Waarschoot et mort le 10 février 2021 à Genk, est un homme politique belge social-chrétien, membre du Christelijke Volkspartij (CVP). Il est secrétaire d'État, puis ministre dans plusieurs gouvernements entre 1972 et 1981.

## Biographie
Luc Dhoore est docteur en droit et licencié en sciences politiques et sociales. Il a travaillé comme juriste au cabinet du ministre de l'Éducation Pierre Harmel dans les années 1950, puis est devenu directeur du service du personnel de la mine de charbon de Winterslag.
Il devient membre du CVP dans les années 1960 et appartient à l'aile du parti liée au Mouvement ouvrier chrétien. Pour le CVP, il est conseiller communal de Genk de 1971 à 1988. Il est député à la Chambre des représentants de 1969 à 1993, élu dans l'arrondissement d'Hasselt. Il est vice-président de la Chambre et président du groupe CVP de 1988 à 1991 et questeur de 1991 à 1993.
De décembre 1971 à octobre 1980, à la suite du double mandat alors en vigueur, il a également siégé au Conseil culturel de la Communauté culturelle néerlandaise, qui a été installé le 7 décembre 1971. Du 21 octobre 1980 à janvier 1993, il a été membre du Conseil flamand, successeur du Conseil culturel et précurseur de l'actuel Parlement flamand.
Il entre au gouvernement en 1972. Il est secrétaire d'État à l'Économie régionale au sein des gouvernements Gaston Eyskens V et Leburton I, de 1972 à 1973. Il ajoute à cette compétence, celles de l'Aménagement du Territoire et du Logement, sous les gouvernements Leburton II et Tindemans I et II de 1972 à 1976. Il devient ensuite ministre de prévoyance sociale en 1976 au sein du gouvernement Tindemans II, poste qu'il conservera dans le gouvernement Tindemans III. Il reprend ensuite la Santé publique et l'Environnement au sein des quatre gouvernements suivants de 1977 à 1980. Il récupère le portefeuille de ministre de la Prévoyance sociale de 1980 à 1981, en plus de la Santé, au sein du Gouvernement Martens IV. Il est une dernière fois ministre, en 1981, au sein du gouvernement Mark Eyskens. Il est chargé du Bien-être, de la Famille et de la Santé. 
La loi du 4 juillet 1989 relative à la limitation et au contrôle des dépenses électorales, [...] le financement et la comptabilité ouverte des partis politiques est communément appelée « loi Dhoore ».
En 2009, Luc Dhoore est devenu le premier citoyen d'honneur de la ville de Genk. Il a également été président du Nationaal Centrum voor Ontwikkelingssamenwerking  et du Vlaams Centrum voor Integratie van Migranten. Luc Dhoore a été également membre de l'AWEPA, l'association des parlementaires européens qui soutiennent la démocratie en Afrique et s'est porté volontaire avec sa femme dans la région des Grands Lacs. 
Marié et père de cinq enfants, Luc Dhoore est décédé le 10 février 2021 à l'âge de 92 ans .

## Distinction
- Grand-croix de l'ordre de la Couronne (en 2013).